# Willkommen bei den Louds – Der Film
Willkommen bei den Louds – Der Film (Originaltitel: The Loud House Movie) ist ein US-amerikanischer Zeichentrickfilm, basierend auf der Zeichentrickserie Willkommen bei den Louds. Am 20. August 2021 erschien der Film weltweit bei Netflix.

## Handlung
Nachdem die Familie Loud herausgefunden hat, dass Dads Vorfahren aus Schottland stammen, machen sie sich auf den Weg dorthin, wo sie erfahren, dass sie adelig sind und ein Schloss besitzen. Angus, der Verwalter des Schlosses, heißt die Familie herzlich willkommen und überzeugt Lincoln auch davon, dass er der Duke der Stadt sein könnte. Diesen Titel lässt sich Lincoln nicht entgehen, mit der Absicht, dass er damit nicht länger im Schatten seiner Schwestern steht. Währenddessen möchte jedoch Morag, eine ältere Dame, deren Vorfahren vor 400 Jahren das Schloss der Louds erobert haben, die Louds so schnell wie möglich vertreiben, um sich so selbst zur Duchess zu ernennen.

## Produktion und Veröffentlichung
Im März 2017 wurde bekanntgegeben, dass ein Film zur Serie Willkommen bei den Louds am 7. Februar 2020 von Paramount im Kino erscheinen soll. Dieser Termin wurde jedoch am 18. Januar 2019 zurückgezogen. Bereits am 5. Februar 2019 wurde bekanntgegeben, dass der Film stattdessen bei Netflix erscheinen würde. Im Januar 2021 wurde von Netflix erneut bestätigt, dass der Film noch im selben Jahr Premiere feiern wird. Der Film erschien schließlich am 20. August 2021 weltweit bei Netflix.

## Besetzung und Synchronisation
Die deutschsprachige Synchronisation entstand nach einem Dialogbuch und -regie von Christine Pappert durch das CSC-Studio in Hamburg.
| Rolle                | Originalsprecher | Deutsche Stimme       |
| -------------------- | ---------------- | --------------------- |
| Lincoln Loud         | Asher Bishop     | Daniel Kirchberger    |
| Angus                | David Tennant    | Robin Brosch          |
| Morag                | Michelle Gomez   | Nadine Schreier       |
| Lori Loud            | Catherine Taber  | Katharina von Keller  |
| Luna Loud            | Nika Futterman   | Angela Quast          |
| Luan Loud            | Cristina Pucelli | Julia Fölster         |
| Leni Loud            | Liliana Mumy     | Daniela Reidies       |
| Lynn Loud Jr.        | Jessica DiCicco  | Daniela Reidies       |
| Lucy Loud            | Jessica DiCicco  | Merete Brettschneider |
| Lisa Loud            | Lara Jill Miller | Merete Brettschneider |
| Lucille Loud         | Katy Townsend    | Merete Brettschneider |
| Lana Loud            | Grey DeLisle     | Chloë Lee Constantin  |
| Lola Loud            | Grey DeLisle     | Chloë Lee Constantin  |
| Lily Loud            | Grey DeLisle     | Arlette Stanschus     |
| Scoots               | Grey DeLisle     | Dagmar Dreke          |
| Lynn Loud Sr.        | Brian Stepanek   | Oliver Böttcher       |
| Rita Loud            | Jill Talley      | Freya Trampert        |
| Clyde                | Andre Robinson   | Selina Böttcher       |
| Ronnie Anne Santiago | Izabella Alvarez | Simona Pahl           |
| Bobby Santiago       | Carlos Pena Jr.  | Johannes Semm         |